# Tonuzóba
A Tonuzóba két ótörök szóból összetett név, a jelentése vadkan + apa.

## Rokon nevek
Toluzaba: a Tonuzóba alakváltozata.

## Gyakorisága
Az 1990-es években szórványos név, a 2000-es években nem szerepel a 100 leggyakoribb férfinév között.

## Névnapok
- december 11.[2]

## Híres Tonuzóbák
- Tonuzoba, 10. században élt besenyő vezér